# Гриппа, Анхель
А́нхель Гриппа (исп. Ángel Grippa; 2 марта 1914 — неизвестно) — аргентинский футболист, вратарь.

## Карьера
Анхель Гриппа начал карьеру в клубе «Спортиво Альсина». В 1935 году он перешёл в «Архентинос Хуниорс», за который провёл 55 матчей. Завершил карьеру Гриппа в клубе «Атланта» в 1938 году.
В составе Аргентины Гриппа дебютировал 11 марта 1934 года в матче с «Санта-Фе» (5:3). Всего за сборную провёл 4 игры. Он поехал в составе национальной команды на чемпионат мира, но на поле не выходил. Последнюю игру за сборную Аргентины Гриппа сыграл 14 июня 1934 года в матче со сборной клубов Италии.

## Международная статистика
| Матчи Анхеля Гриппы за сборную Аргентины | Матчи Анхеля Гриппы за сборную Аргентины | Матчи Анхеля Гриппы за сборную Аргентины | Матчи Анхеля Гриппы за сборную Аргентины | Матчи Анхеля Гриппы за сборную Аргентины | Матчи Анхеля Гриппы за сборную Аргентины | Матчи Анхеля Гриппы за сборную Аргентины |
| ---------------------------------------- | ---------------------------------------- | ---------------------------------------- | ---------------------------------------- | ---------------------------------------- | ---------------------------------------- | ---------------------------------------- |
| №                                        | Дата                                     | Место проведения                         | Оппонент                                 | Счёт                                     | Голы                                     | Турнир                                   |
| 1                                        | 11 марта 1934                            | Санта-Фе                                 | Унион (Санта-Фе)                         | 5:3                                      | −3                                       | Товарищеский матч                        |
| 2                                        | 18 марта 1934                            | Кордова                                  | Тальерес (Кордова)                       | 0:0                                      | 0                                        | Товарищеский матч                        |
| 3                                        | 19 марта 1934                            | Кордова                                  | Архентино Пеньяроль                      | 3:3                                      | −3                                       | Товарищеский матч                        |
| 4                                        | 14 июня 1934                             | Милан                                    | сборная клубов Италии                    | 2:0                                      | 0                                        | Товарищеский матч                        |